# Pterygium colli

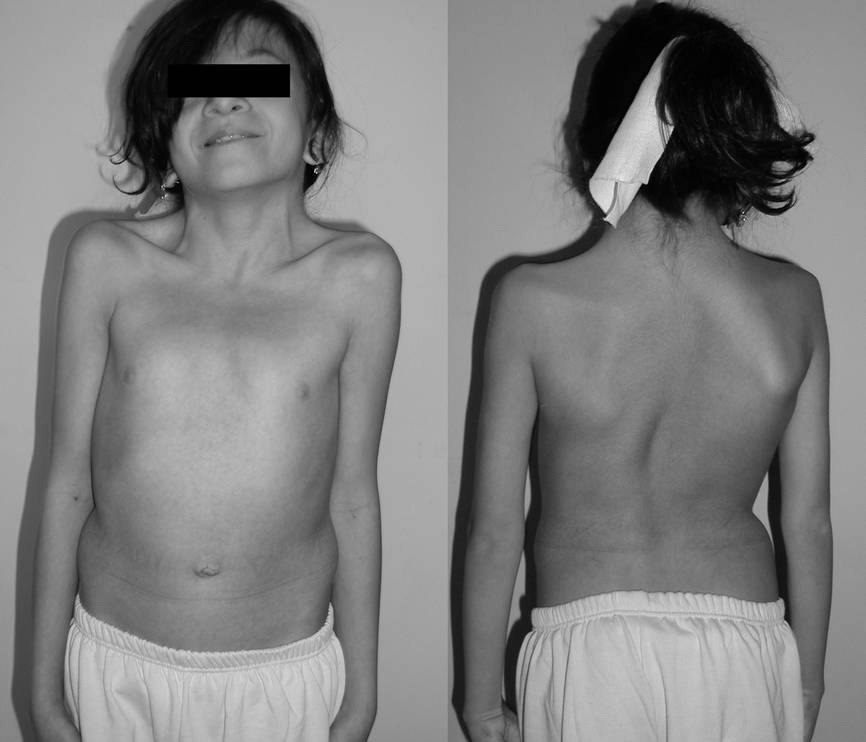
Pterygium colli bei einem 12-jährigen Mädchen mit Noonan-Syndrom

Pterygium colli („Faltenhals“) sind flügelförmige (Pterygium) Halsfalten meist seitlich am Hals zwischen dem Warzenfortsatz (Processus mastoideus) und dem Acromion des Schulterblattes. Es gibt auch seltener Halsfalten in der Mitte zwischen Kinn und dem Brustbein, die werden als „Pterygium colli medianum“ bezeichnet.
Die Erstbeschreibung stammt aus dem Jahre 1883 durch den Allgemeinarzt Carl Oscar Alexander von Kobyliński (1856–1926). Die Bezeichnung „Pterygium colli“ wurde im Jahre 1902 vom deutschen Anatomen Funke geprägt.

## Vorkommen und Ursachen
Das Pterygium colli findet sich in 75 % bei Patienten mit Turner-Syndrom (Bonnevie-Ullrich-Syndrom), auch beim Noonan-Syndrom, dem Multiplem Pterygium-Syndrom sowie auch beim Klippel-Feil-Syndrom oder dem Diamond-Blackfan-Syndrom.
Auch im Rahmen einiger Syndrome kann das Flügelfell wesentlicher Bestandteil sein wie dem Al-Gazali-Aziz-Salem-Syndrom, dem Dinno-Syndrom und dem Khalifa-Graham-Syndrom.

## Therapie
Ein störendes Pterygium colli kann operativ korrigiert werden.